# Batalla de Laupen
La Batalla de Laupen se libró el 21 de junio de 1339 y en ella una coalición formada por Luis IV de Baviera se enfrentó a los berneses, los cuales salieron victoriosos. La coalición estaba formada por tropas de varios señores y condes de Romandía (sobre todo de Friburgo, Neuchâtel y del Jura), quienes habían declarado la guerra a Berna en la Pascua de 1339 para intentar recuperar el dominio de la ciudad de Laupen. Pero las fuerzas bernesas al mando de Rodolfo de Erlach, con el apoyo de soldados de los cantones centrales suizos (Waldstätte o cantones del bosque) procedentes de Soleura, lograron que el enemigo levantara el asedio.
El 15 de abril de 1338, Berna y sus adversarios habían tenido negociaciones en Neuenegg, sin resultados concretos. Algunos días más tarde, los dos bandos, que contaban cada uno con unos 6.000 soldados, se enfrentaron en las cercanías de Wyden. Los berneses tenían ventaja por hallarse en un terreno favorable y consiguieron aniquilar a casi toda la caballería del enemigo. El conflicto continuó en forma de altercaciones provocadas por Friburgo. Al final Berna logró imponerse e incendió los arrabales después de la batalla de Schönberg el 24 de abril de 1340. En cambio, se repararon las murallas, el castillo y la ciudad.
La asistencia prestada por los cantones del bosque durante el conflicto de Laupen contribuyó a la entrada de Berna en la Antigua Confederación Suiza en 1353.

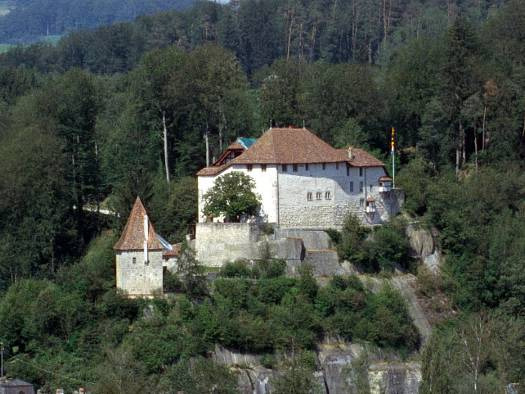
El castillo de Laupen en la actualidad.

## Origen de la bandera suiza
El origen de la bandera de Suiza (a modo de contraseña) se atribuye a esta batalla. Los confederados de los contingentes de diversos cantones llevaban cruces blancas cosidas a sus ropas rojas para distinguirse del enemigo. Las tropas de los cantones suizos primitivos habían utilizado hasta entonces sus propios distintivos.